# Pierre Corneille Van Geel

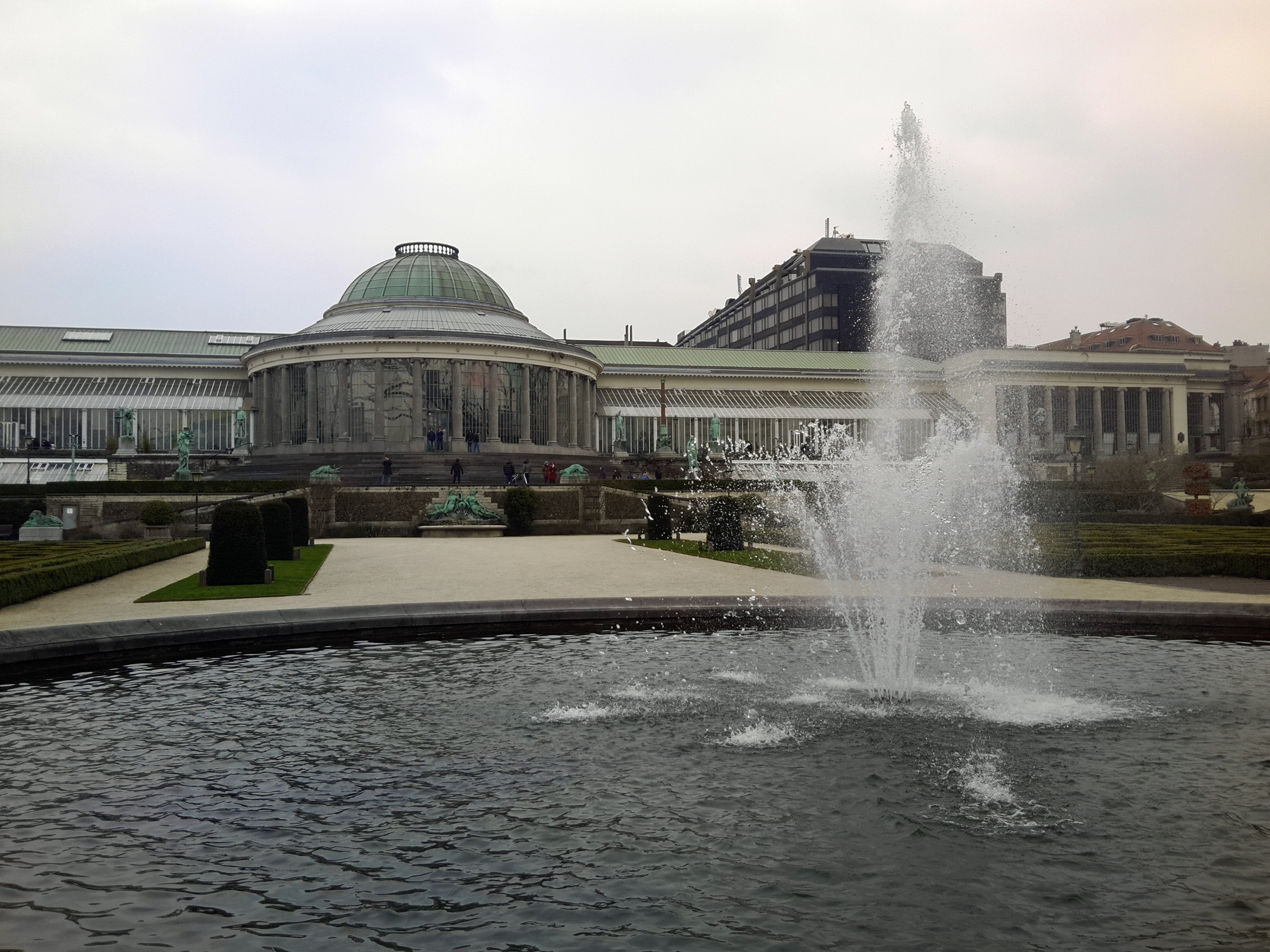
Van Geel behoorde tot de stichters van de eerste botanische tuin van Brussel (1826).

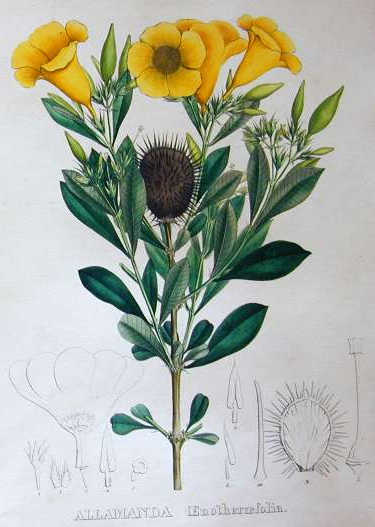
Illustratie door Van Geel.

Pierre Corneille Van Geel (Mechelen, 12 oktober 1796 – Parijs, maart 1838) was een Zuid-Nederlands rooms-katholiek priester van het aartsbisdom Mechelen. Hij werkte als plantkundige. Hij was een orangist ten tijde van het Verenigd Koninkrijk der Nederlanden.

## Levensloop
Van Geel groeide op in Mechelen. In 1819 wijdde aartsbisschop de Méan de Beaurieux van het aartsbisdom Mechelen hem tot priester. Van Geel was onderpastoor van de Onze-Lieve-Vrouw van Finistère-kerk in Brussel (1819-1826).
In 1821 was Van Geel verwikkeld in een kerkelijke polemiek. Vicaris-generaal F.G. Verheylewegen van het aartsbisdom Mechelen hield een opmerkelijke preek op 4 maart 1821 in de kathedraal van Mechelen. Hij stelde dat niet-katholieken ook toegang hadden tot de hemel. Verheylewegen was een orangist en wou hiermee zeker een brug bouwen naar de protestantse overheid van het Verenigd Koninkrijk der Nederlanden. De preek was getiteld Le triomphe de la Croix de Jésus-Christ. De polemiek rond de preek nam heftige proporties aan. Jan Baptist Buelens, een anti-orangist, publiceerde tegen de vicaris-generaal. Van Geel was een van de weinigen die het opnam voor de vicaris-generaal. Zelf was Van Geel ook een orangist. Van Geel nam de verdediging op in zijn pamflet Le vicaire-général Verheylewegen considéré dans son vrai jour par un jeune théologien catholique. Als jonge priester zag hij een toekomst voor preken met zulk een inhoud. De aartsbisschop van Mechelen plaatste het geschrift van Van Geel op de kerkelijke index van verboden boeken; Van Geel kreeg verder spreekverbod.
Intussen besteedde Van Geel veel tijd aan plantkundige studies. Van Geel stichtte met Auguste Drapiez, een Frans-Belgische scheikundige en bioloog, de Nederlandse vereniging van tuinbouw. Deze had de goedkeuring van Willem I. De officiële naam van de vereniging was Société Royale d’Horticulture des Pays-Bas (1826). Van Geel zat in het bestuur van 1826 tot 1831. In deze periode publiceerde het bestuur de Sertum Botanicum onder de leiding van Drapiez. Het werk in 6 volumes bevat 600 illustraties van planten, met hun beschrijvingen. Dit werk werd voorgesteld in 1830 op de handelsbeurs Exposition des Produits de l'Industrie nationale in Brussel, vlak voor de Belgische Revolutie.
Van Geel gaf weerwerk tegen de Belgische Revolutie van 1830. In Den Haag publiceerde hij La politique du guetapens ou Lord Ponsonby à Bruxelles. Hij trok van leer tegen de Britse diplomaat Lord Ponsonby, 4e graaf van Bessborough. Deze was een medewerker van de Britse eerste minister graaf Charles Grey. Van Geel beschuldigde Lord Ponsonby van misdadig gedrag door Leopold van Saksen-Coburg koning van het nieuwe België te benoemen. Van Geel deed ook uitvallen naar de jonge Belgische overheid en de hoge clerus, die hij beschuldigde van verraad aan het orangisme. Voor aartsbisschop de Méan de Beaurieux, diezelfde die Van Geel tot priester had gewijd, was de maat vol. Van Geel verkoos te verdwijnen uit het aartsbisdom, hij nam ontslag uit de Société Royale d’Horticulture des Pays-Bas en trok naar Den Haag (1831). Van Geel stierf ergens in maart 1838 op een onbekende plek in Parijs, in de vergetelheid.

## Nadien
- In 1833 publiceerde Auguste Drapiez en andere plantkundigen in Brussel meer botanisch boeken. Het ging om de encyclopedie getiteld Encyclographie du Règne Végétal. Lezers zagen nog duidelijk de hand van Van Geel in dit werk.[4]
- Planten die Van Geel voor het eerst beschreef, dragen in hun naam Van Geel.[5]
- De botanische tuin die de Société Royale in Brussel had aangelegd (1826) tussen de Schaarbeeksepoort en de Keulse poort, zou later uitgroeien tot de Kruidtuin van Brussel.

- Bibliothèque nationale de France: cb14792461k (data)
- Author citation (botany): Van Geel
- Gemeinsame Normdatei: 124329993
- International Standard Name Identifier: 0000 0003 9503 3093
- Nederlandse Thesaurus van Auteursnamen: 069882274
- Virtual International Authority File: 289671545
- WorldCat: E39PBJbWvdQXY6pqCPMXwhvvHC